# Miljöpartiets språkrörsval 2023
Miljöpartiets språkrörsval 2023 hölls den 18 november 2023 på partiets kongress i Örebro för att välja Miljöpartiet de grönas språkrör.
Det manliga språkröret Per Bolund meddelade den 15 juni 2023 sin avgång från språkrörsposten samt som riksdagsledamot vid partiets nästa kongress. Det kvinnliga språkröret Märta Stenevi meddelade däremot att hon avser att fortsätta i rollen som språkrör.
Den 18 november valdes valberedningens förslag Märta Stenevi och Daniel Helldén till partiets nya språkrör. Helldén vann med en rösts marginal mot huvudmotståndaren Magnus P. Wåhlin.
Under hösten 2023 avhandlades även partiets ledarskapsmodell men efter en rådgivande omröstning inför kongressen samt en omröstning under kongressen fastslogs det att den nuvarande modellen med två språkrör skulle kvarstå.

## Bakgrund
Miljöpartiet satt efter riksdagsvalet 2014 i drygt sju år i Stefan Löfvens regeringar. Under den tiden hade de totalt 5 olika språkrör (Romson, Lövin och Stenevi; Fridolin och Bolund). Efter superonsdagen 2021, när Magdalena Andersson (S) för första gången valdes till statsminister och regeringens budget samma dag föll mot M-SD-KD-budgeten, valde Miljöpartiet att lämna regeringen. Partiet fungerade sedermera som ett stödparti till regeringen Andersson och gick året efter till val med henne som statsministerkandidat. 
I riksdagsvalet 2022 gick Miljöpartiet framåt med 0,7 procentenheter, trots en tid av opinionssiffror under riksdagsspärren. Valets vinnare blev dock den borgerliga sidan (M, SD, L, KD) och Ulf Kristersson (M) bildade strax därefter regeringen Kristersson. Miljöpartiet ingår sedan dess i oppositionen.

### Bolunds avgång
Den 15 juni 2023 meddelade Per Bolund att han lämnar riksdagspolitiken och rollen som språkrör. Bolund var språkrör för partiet sedan 2019 och fungerade som Sveriges finansmarknadsminister 2014–2021 och Sveriges miljöminister samt vice statsminister under 2021. Under sin tid som språkrör drogs han och partiet med låga förtroendesiffror.

### Valberedningens nominering
Den 20 oktober 2023 presenterade valberedningen sin nominering till de två språkrörsposterna. Valet till kvinnligt språkrör blev sittande Märta Stenevi och till Bolunds efterträdare som manligt språkrör utsågs riksdagsledamoten Daniel Helldén. De två nominerade anses tillhöra två olika fallanger inom partiet i frågan om partiets inriktning, där Helldén vill smalna av partiet och rikta in sig på klimat- och miljöfrågan medan Stenevi vill bredda partiet och ge svar på fler samhälls- och sociala frågor enligt den gröna ideologin.
Upptakten till nomineringen blev omskriven i flera medier då det hade framkommit rykten om att Stenevi hade motsatt sig valberedningens val av Helldén, vilket i sin tur ledde till att en påtänkt presskonferens för tillkännagivandet sköts upp. Stenevi förnekade ryktena och hävdade vidare att pressträffen uteblev av familjeskäl. Stenevi fick även stöd av Grön ungdoms språkrör Rebecka Forsberg och Leon McManus som menade att en smutskastningskampanj mot Stenevi pågick.
Tidigare i oktober publicerade även Dagens Nyheter en artikel om en "ohållbar" arbetsmiljö omkring Märta Stenevi. I ett internt mejl som hade skickats från partiets riksdagskansli till valberedningen framkom stor kritik mot Stenevis ledarstil och attityd mot medarbetare. Mejlet hade även skrivits under av fackförbunden Saco och Unionen. Stenevi meddelade att hon inte kände igen sig i kritiken, men att kritiken ska utredas enligt partiets rutiner. Frågan om ledarstilen lyftes även upp i Agendas partiledardebatt den 8 oktober 2023. I debatten fick Stenevi stöd av både Magdalena Andersson (S) och Ebba Busch (KD).
Efter valberedningens nominering valde EU-parlamentarikern Pär Holmgren, riksdagsledamoten Linus Lakso och kommunpolitikerna Henrik Blind och Nils Seye Larsen att dra tillbaka sina kandidaturer. Efter att till en början ha utmanat valberedningen valde även partistyrelseledamöterna Martin Marmgren och Torbjörn Nilsson att dra sig ur.
Holmgren var tidigt ansedd som en favorit till efterträdare men avsåg i sin kandidatur att fortsätta som europaparlamentariker. Att leda partiet från Bryssel ansågs vara en nackdel internt och förslaget blev kritiserat av bland andra Lorentz Tovatt.

## Tidslinje
- 15 augusti 2023 – Den sista dagen för medlemmar och distrikt att nominera kandidater till språkrör.[17]
- 21 augusti 2023 – Den sista dagen för en nominerad att meddela valberedningen, offentligt eller internt, om man står till förfogande.
- 13–14 september 2023 – En rådgivande omröstning hålls i frågan om ledarskapsmodellen.
- 20 oktober 2023 – Valberedningen presenterar sin/sina kandidater till språkrör.[4]
- 18 november 2023 – Partiets kongress väljer nya språkrör.

## Ledarskapsmodell
I flera år har frågan lyfts inom Miljöpartiet om partiet ska företrädas av en partiledare eller två språkrör, av vardera kön, såsom nu. Frågan behandlades senast under partiets kongress 2002, då den nuvarande modellen åter fastslogs. I samband med Per Bolunds avgång i juni 2023 lyftes frågan igen och en rådgivande omröstning för partiets 265 ombud kommer att hölls den 13–14 september och den 15 september presenterades resultatet. Om språkrörsmodellen faller behöver beslutet fastslås av en 2/3 majoritet under partiets kongress i november, eller av en enkel majoritet på två kongresser (nästa kongress hålls 2025). Den 4 september meddelade Miljöpartiets partistyrelse att de förespråkar att bevara den nuvarande ledarskapsmodellen. Styrelsen (som bland andra bestod av de dåvarande språkrören Bolund och Stenevi samt kandidaterna Holmgren, Lakso, Marmgren, Nilsson och Wåhlin) var helt enig i beslutet. Grön ungdom reagerade negativt på beslutet och Gröna studenter såg beskedet som ett påverkansförsök på ombuden.
Andra uttalade förespråkare för språkrörsmodellen är Per Gahrton och Birger Schlaug. På den andra sidan finns bland annat Grön ungdom, Gröna studenter, Peter Eriksson, Karolina Skog, Åsa Domeij, Lorentz Tovatt och Henrik Ölvebo.

### Den rådgivande omröstningen
Den 15 september presenterades resultatet av den rådgivande omröstningen bland partiets ombud. Den nuvarande språkrörsmodellen vann med 51,3%. Valberedningen kommer därför att nominera två språkrör inför kongressen. En till omröstning, med samma ombud, kommer att hållas i ledarskapsfrågan på partiets kongress i november.
| Fråga                                   | Ett språkrör | Två språkrör |
| --------------------------------------- | --- | --- |
| Rådgivande omröstningen 13–14 september | 43,02 procent 114 / 265 | 51,32 procent 136 / 265 |
| Kongressomröstningen 17 november        | 42,26 procent 112 / 265 | 53,58 procent 142 / 265 |
| Stöd                                    | Partiorgan: - Grön ungdom - Gröna studenter Individer: Språkrör: - Peter Eriksson Rikspolitiker: - Åsa Domeij - Rebecka Forsberg - Rasmus Ling - Leon McManus - Anna Sibinska - Karolina Skog - Lorentz Tovatt Lokalpolitiker: - Markus Lindgren - Henrik Ölvebo Övriga: - Alex Schulman | Partiorgan: - Partistyrelsen Individer: Språkrör: - Per Bolund - Gustav Fridolin - Per Gahrton† - Birger Schlaug - Märta Stenevi Rikspolitiker: - Janine Alm Ericson - Nicklas Attefjord - Tina Ehn - Elisabeth Falkhaven - Maria Ferm - Margareta Fransson - Daniel Helldén - Pär Holmgren - Linus Lakso - Amanda Lind Lokalpolitiker: - Tomas Eriksson - Emmali Jansson - Martin Marmgren - Torbjörn Nilsson - Anton Nordqvist - Karin Pleijel - Max Troendlé - Brita Wessinger - Magnus P Wåhlin |

### Opinionsundersökningar
| Opinionsinstitut   | Period             | Urval | Urval | Ett språkrör | Två språkrör | Tveksam/ vet ej |
| ------------------ | ------------------ | ----- | ----- | ------------ | ------------ | --------------- |
| Demoskop           | 16-20 juni 2023    | (MP): | 539   | 52%          | 24%          | 23%             |
| Riksdagsvalet 2022 |                    |       |       |              |              |                 |
| Demoskop           | 19–29 januari 2021 | (MP): | 327   | 13%          | 68%          | 19%             |
| Demoskop           | 2–15 oktober 2020  | (MP): | 370   | 13%          | 70%          | 17%             |

## Kvinnliga kandidater
Valberedningens förslag till språkrör.
| Namn          | Född                               | Bakgrund | Tillkännagivande | Ref.  | Även som partiledare | Stöd |
| ------------- | ---------------------------------- | --- | ---------------- | ----- | -------------------- | --- |
| Märta Stenevi | 30 mars 1976 (47 år) Lund, Sverige | Miljöpartiet de grönas språkrör (2021–), Ledamot av Sveriges riksdag (2022–), Sveriges bostadsminister (2021), Sveriges jämställdhetsminister (2021), Miljöpartiets partisekreterare (2019–2021). | 28 juni 2023     | [ 2 ] | Ja                   | Förbund: - Grön ungdom - Östergötland Språkrör: - Gustav Fridolin - Isabella Lövin EU-parlamentariker: - Alice Bah Kuhnke - Pär Holmgren Riksdagsledamöter: Tidigare: - Mats Berglund - Emma Hult - Ewa Larsson - Lorentz Tovatt Andra politiker: - Rebecka Forsberg - Hanna Klingborg - Marielle Lahti - Nils Seye Larsen - Markus Lindgren - Leon McManus - Maria Moraes - Karin Pleijel - Lars Strömgren - Henrik Ölvebo Ledarsidor: - Aftonbladet |

### Kvinnor som avböjde att kandidera
- Janine Alm Ericson – Statssekreterare (2021), Gruppledare för Miljöpartiet (2019–2021), Ledamot av Sveriges riksdag (2014–). Språkrörskandidat 2021.[47]
- Alice Bah Kuhnke – Europaparlamentariker (2019–), Sveriges kultur- och demokratiminister (2014–2019).[48]
- Annika Hirvonen – Gruppledare för Miljöpartiet (2019–), Ledamot av Sveriges riksdag (2014–2018, 2019–). Språkrörskandidat 2021.[47]
- Rebecka Le Moine – Ledamot av Sveriges riksdag (2018–). Språkrörskandidat 2021.[47]
- Amanda Lind – Sveriges kultur- och demokratiminister (2019–2021), Miljöpartiets partisekreterare (2016–2019).[34]
- Åsa Lindhagen – Sveriges finansmarknadsminister (2021), Sveriges jämställdhetsminister (2019–2021). Språkrörskandidat 2021.[47]
- Karolina Skog – Sveriges miljöminister (2016–2019), Ledamot av Sveriges riksdag (2018–2022). Språkrörskandidat 2021.[47]
- Elin Söderberg – Ledamot av Sveriges riksdag (2022–). Språkrörskandidat 2021.[47]

## Manliga kandidater
Den 25 september började den officiella kampanjen med utfrågningar av kandidaterna. Tretton män har meddelat att de kandiderar till nytt manligt språkrör. Endast tre av dem, Helldén, Holmgren och Lakso, var nationella politiker. Det var enbart Helldén som öppet meddelade att han avsåg att kandiderar om partiet ändrar ledarskapsmodellen till en partiledare.
Inför kongressen kvarstod fyra kandidater, valberedningens nominering Helldén, Ståhle, Ulrici och Wåhlin.
           Valberedningens förslag till språkrör.
| Namn            | Född                                       | Bakgrund | Tillkännagivande | Ref.   | Även som partiledare | Stöd |
| --------------- | ------------------------------------------ | --- | ---------------- | ------ | -------------------- | --- |
| Daniel Helldén  | 27 juni 1965 (58 år) Luleå, Sverige        | Ledamot av Sveriges riksdag (2022–), Trafikpolitisk talesperson (2022–), Trafikborgarråd i Stockholms stad (2014–2022). | 17 augusti 2023  | [ 52 ] | Ja                   | Språkrör: - Isabella Lövin EU-parlamentariker: - Alice Bah Kuhnke Riksdagsledamöter: Nuvarande: - Linus Lakso Tidigare: - Mats Berglund - Ewa Larsson - Lorentz Tovatt Andra politiker: - Hanna Klingborg - Marielle Lahti - Nils Seye Larsen - Markus Lindgren - Torbjörn Nilsson - Lars Strömgren - Henrik Ölvebo Ledarsidor: - Dagens Nyheter - Expressen - Göteborgs-Posten             |
| Carl Ståhle     | 5 mars 1970 (53 år) Gent, Belgien          | Styrelseledamot i Klimatnätverket.                                                                                      | 15 augusti 2023  | [ 56 ] | Oklart               | Förbund: - Ekerö |
| William Ulrici  | 11 april 1996 (27 år)                      | Ledamot av styrelsen för Gröna Studenter (2023–).                                                                       | 1 september 2023 | [ 58 ] | Oklart               | |
| Magnus P Wåhlin | 1 mars 1971 (52 år) Västra Alstad, Sverige | Ledamot av partistyrelsen (2019–), Ledamot av kommunfullmäktige i Växjö (2018–). Präst. Språkrörskandidat 2019.         | 13 augusti 2023  | [ 59 ] | Nej                  | Förbund: - Grön Ungdom - Göteborg - Karlskrona Språkrör: - Gustav Fridolin EU-parlamentariker: - Pär Holmgren Riksdagsledamöter: Tidigare: - Emma Hult Andra partier: - Oliver Rosengren (M) Andra politiker - Rebecka Forsberg - Axel Hallberg - Emma Hult - Leon McManus - Martin Marmgren - Maria Moraes - Karin Pleijel Ledarsidor: - Dala-Demokraten Övriga individer: - Göran Greider |

### Tillbakadragna kandidaturer
| Namn                      | Född                                      | Bakgrund                                                                            | Tillkännagivande  | Tillbakadragande                                             | Ref.          | Även som partiledare | Stöd                                                       |
| ------------------------- | ----------------------------------------- | ----------------------------------------------------------------------------------- | ----------------- | ------------------------------------------------------------ | ------------- | -------------------- | ---------------------------------------------------------- |
| Torbjörn Nilsson          | 16 augusti 1965 (58 år) Lidingö, Sverige  | Ledamot av partistyrelsen (2019–), Ledamot av kommunfullmäktige i Karlstad (2018–). | 19 juli 2023      | 13 november 2023 (Stödde Daniel Helldén)                     | [ 66 ] [ 13 ] | Nej                  |                                                            |
| Martin Marmgren           | 8 april 1975 (48 år) Mölndal, Sverige     | Ledamot av partistyrelsen (2022–), Ledamot av Sveriges riksdag (2022). Polis.       | 14 augusti 2023   | 11 november 2023 (Stödde Magnus P Wåhlin)                    | [ 67 ] [ 12 ] | Nej                  | Förbund: - Östergötland EU-parlamentariker: - Pär Holmgren |
| Pär Holmgren              | 24 oktober 1964 (59 år) Gävle, Sverige    | EU-parlamentariker (2019–).                                                         | 23 augusti 2023   | 24 oktober 2023 (Stödde Martin Marmgren och Magnus P Wåhlin) | [ 68 ] [ 11 ] | Nej                  | Riksdagsledamöter: Tidigare: - Karin Svensson Smith        |
| Henrik Blind              | 22 augusti 1978 (45 år) Boden, Sverige    | Vice ordförande i Jokkmokks kommunstyrelsen (2022–).                                | 22 augusti 2023   | 22 oktober 2023                                              | [ 70 ] [ 71 ] | Nej                  |                                                            |
| Lennart Tonell            | 5 april 1944 (79 år)                      | Språkrör för Gröna Seniorer (2022–).                                                | 25 september 2023 | ?                                                            | [ 49 ]        | Oklart               |                                                            |
| Mattias Walving- Lundberg | 26 september 1971 (52 år)                 | Partimedlem. Jurist.                                                                | 25 september 2023 | ?                                                            | [ 49 ]        | Oklart               |                                                            |
| Nils Seye Larsen          | 9 augusti 1979 (44 år)                    | Ledamot av kommunfullmäktige i Umeå (2018–).                                        | 22 augusti 2023   | 21 oktober 2023 (Stödde Daniel Helldén)                      | [ 72 ] [ 73 ] | Oklart               |                                                            |
| Linus Lakso               | 24 juli 1983 (40 år) Burträsk, Sverige    | Ledamot av Sveriges riksdag (2022–), Energipolitisk talesperson (2022–).            | 19 augusti 2023   | 20 oktober 2023 (Stödde Daniel Helldén)                      | [ 74 ] [ 10 ] | Tveksamt             |                                                            |
| Henrik Ölvebo             | 21 april 1978 (45 år) Malmberget, Sverige | Vice ordförande i Gällivare kommunstyrelse (2015–).                                 | 21 augusti 2023   | 25 september 2023 (Stödde Daniel Helldén)                    | [ 25 ] [ 75 ] | Ja                   | Ledarsidor: - Göteborgs-Posten                             |

### Män som avböjde att kandidera
- Per Bolund – Miljöpartiet de grönas språkrör (2019–2023), statsråd i regeringen Löfven I, II, III (2014–2021).
- Jakop Dalunde – Europaparlamentariker (2021–2024).[76]
- Per Olsson Fridh – Sveriges biståndsminister (2021), Generaldirektör för Folke Bernadotteakademin (2022–).[77]
- Lorentz Tovatt – ledamot av Sveriges riksdag (2017–2022), språkrör för Grön ungdom (2013–2016).[76] (Stödde Daniel Helldén)[45]

### Opinionsundersökningar

#### Ledarskap

##### Manligt språkrör
| Opinionsinstitut                                                                      | Period             | Urval | Urval | Daniel Helldén | Magnus P Wåhlin | Martin Marmgren | Lorentz Tovatt | Jakop Dalunde | Henrik Blind | Henrik Ölvebo | Per Olsson Fridh | Rasmus Ling | Pär Holmgren | Ingen/ Annan/ Obestämd |
| ------------------------------------------------------------------------------------- | ------------------ | ----- | ----- | -------------- | --------------- | --------------- | -------------- | ------------- | ------------ | ------------- | ---------------- | ----------- | ------------ | ---------------------- |
| Demoskop                                                                              | 27 okt-13 nov 2023 | (MP): | 622   | 14%            | 11%             | 8%              | 7%             | 4%            | 2%           | 1%            | 2%               | 2%          | -            | 49%                    |
| Endast Helldén, Marmgren, Nilsson, Ståhle, Ulrici och Wåhlin kvarstod som kandidater. |                    |       |       |                |                 |                 |                |               |              |               |                  |             |              |                        |
| Demoskop                                                                              | 16-20 juni 2023    | (MP): | 539   | 3%             | 1%              | 1%              | 6%             | 4%            | 2%           | 3%            | 2%               | 1%          | 24%          | 52%                    |

#### Partiledare
| Opinionsinstitut | Period             | Urval | Urval | Alice Bah Kuhnke | Märta Stenevi | Pär Holmgren | Per Bolund | Daniel Helldén | Amanda Lind | Rebecka Le Moine | Magnus P Wåhlin | Annika Hirvonen | Lorentz Tovatt | Ingen/ Annan/ Obestämd |
| ---------------- | ------------------ | ----- | ----- | ---------------- | ------------- | ------------ | ---------- | -------------- | ----------- | ---------------- | --------------- | --------------- | -------------- | ---------------------- |
| Demoskop         | 27 okt-13 nov 2023 | (MP): | 622   | 28%              | 20%           | 9%           | 5%         | 5%             | 3%          | 2%               | 2%              | 1%              | 1%             | 24%                    |
| Demoskop         | 16-20 juni 2023    | (MP): | 539   | 33%              | 15%           | 8%           | 2%         | 2%             | 1%          | 2%               | 0%              | 1%              | 1%             | 37%                    |

## Resultat
Valet av språkrör avgjordes av 265 ombud från partiets distrikt och sidoorganisationer. Omröstningen genomfördes med alternativröstning, instant-runoff voting (IRV).
| Val av kvinnligt språkrör 2023 | Val av kvinnligt språkrör 2023 | Val av kvinnligt språkrör 2023 | Val av kvinnligt språkrör 2023 |
| Kandidat                       | Kandidat                       | Röster                         | Andel                          |
| ------------------------------ | ------------------------------ | ------------------------------ | ------------------------------ |
|                                | Märta Stenevi                  | 241                            | 100%                           |
| Totalt                         | Totalt                         | 241                            | 100%                           |
| Valdeltagande                  | Valdeltagande                  | 265                            | 90,9%                          |

| Val av manligt språkrör 2023 | Val av manligt språkrör 2023 | Val av manligt språkrör 2023 | Val av manligt språkrör 2023 | Val av manligt språkrör 2023 | Val av manligt språkrör 2023 | Val av manligt språkrör 2023 | Val av manligt språkrör 2023 |
| Kandidat                     | Kandidat                     | Omgång 1                     | Omgång 1                     | Omgång 2                     | Omgång 2                     | Omgång 3                     | Omgång 3                     |
| Kandidat                     | Kandidat                     | Röster                       | Andel                        | Röster                       | Andel                        | Röster                       | Andel                        |
| ---------------------------- | ---------------------------- | ---------------------------- | ---------------------------- | ---------------------------- | ---------------------------- | ---------------------------- | ---------------------------- |
|                              | Daniel Helldén               | 128                          | 48,9%                        | 129                          | 49,2%                        | 131                          | 50,2%                        |
|                              | Magnus P Wåhlin              | 129                          | 49,2%                        | 130                          | 49,8%                        | 130                          | 49,8%                        |
|                              | William Ulrici               | 3                            | 1,1%                         | 3                            | 1,1%                         |                              |                              |
|                              | Carl Ståhle                  | 2                            | 0,8%                         |                              |                              |                              |                              |
| Totalt                       | Totalt                       | 262                          | 100%                         | 262                          | 100%                         | 261                          | 100%                         |
| Valdeltagande                | Valdeltagande                | 265                          | 98,9%                        | 265                          | 98,9%                        | 265                          | 98,5%                        |